# Дусманов Євген Іванович
Євген Іванович Дусманов (рос. Евгений Иванович Дусманов; нар. 22 листопада 1937, Зубова Поляна, Зубово-Полянський р-н, Мордовська АРСР — пом. 9 липня 2005, Москва, СРСР) — радянський російський футболіст та тренер, виступав на позиції воротаря. Грав за команди вищої ліги «Крила Рад» (Куйбишев) та «Адміралтеєць» (Ленінград).

## Особисте життя
- В'ячеслав Євгенович Дусманов — син, воротар.

## Досягнення
- Перша ліга СРСР
  -  Чемпіон (2): 1956, 1959